# Anonymous (banda)
Anonymous es una banda de pop rock procedente de Andorra, formada en 2004 por Niki Francesca, Alejandro Martínez, Guillem Gallego y Cristian Narvaez.
Durante un tiempo no grabaron disco alguno, aunque tenían una maqueta con algunos temas como "I want it all", "Shit sucks", "No president at all" y "10MIN", con los que se hicieron conocidos en Andorra y parte de España, sobre todo en Cataluña.
En 2007 fueron elegidos como los representantes de Andorra en el Festival de la Canción de Eurovisión 2007 con el tema "Salvem el món" (Salvemos el mundo en catalán). Anonymous participó en el 21.er lugar de la semifinal, realizada en Helsinki, Finlandia; sin embargo, Cristian Narvaez no pudo presentarse al no contar con la edad mínima establecida por una normativa de su país, Andorra. La banda recibió 80 puntos, alcanzando la 12º posición, lo que no fue suficiente para avanzar a la final del certamen. El tema, sin embargo, obtuvo la mejor ubicación de una canción andorrana en la historia del festival.
Anonymous decidió participar en el proceso de preselección para la canción que representará a España en el Eurovisión 2008 con el tema Tus problemas se resolverán, publicado a través del sitio de MySpace del grupo.
En 2009 anunciaron la realización de una gira por España y publicación de un disco, íntegramente en castellano.

## Discografía
- "Salvem El Món (Let's Save The World)" — #3 ESP (17.ª  semana) #7 ESP (18.ª  semana)